# Guglielmo Gabetto
Guglielmo Gabetto (24. února 1916, Turín, Italské království – 4. května 1949, Superga, Itálie) byl italský fotbalový útočník. Zemřel při tragedii Superga, když klubové letadlo narazilo s hráči do baziliky Superga. Je jedním ze tří hráčů (spolu s Alfredo Bodoira a Eugenio Staccione) co vyhrál ligu i pohár za oba Turínské kluby.

## Kariéra
Debutoval v dresu Juventusu v roce 1934 a za sedm let vstřelil celkem 102 branek, což z něj dělá jednoho z nejlepších střelců u Bianconeri. V roce 1941 byl prodán do konkurenčního klubu Toro za 330 000 lir. Za Turín odehrál do tragického dne celkem 225 utkání a vstřelil 127 branek, jen v lize jich vstřelil 122. Vyhrál pět titulů (1942/43, 1945/46, 1946/47, 1947/48, 1948/49) a jeden domácí pohár (1942/43). Jednou byl nejlepším střelcem v lize a to v sezoně 1945/46.
Za italskou reprezentací odehrál šest přátelských utkání a vstřelil pět branek.

## Hráčská statistika
| Sezóna             | Klub               | Liga               | Liga   | Liga | Ligové poháry | Ligové poháry | Ligové poháry | Kontinentální poháry | Kontinentální poháry | Kontinentální poháry | Celkem | Celkem |
| Sezóna             | Klub               | Soutěž             | Zápasy | Góly | Soutěž        | Zápasy        | Góly          | Soutěž               | Zápasy               | Góly                 | Zápasy | Góly   |
| ------------------ | ------------------ | ------------------ | ------ | ---- | ------------- | ------------- | ------------- | -------------------- | -------------------- | -------------------- | ------ | ------ |
| 1934/35            | Juventus           | Serie A            | 6      | 0    | -             | 0             | 0             | Stř.P                | 7                    | 1                    | 13     | 1      |
| 1935/36            | Juventus           | Serie A            | 22     | 20   | IP            | 3             | 2             | -                    | 0                    | 0                    | 25     | 22     |
| 1936/37            | Juventus           | Serie A            | 30     | 18   | IP            | 1             | 0             | -                    | 0                    | 0                    | 31     | 18     |
| 1937/38            | Juventus           | Serie A            | 22     | 9    | IP            | 3             | 2             | Stř.P                | 5                    | 4                    | 30     | 15     |
| 1938/39            | Juventus           | Serie A            | 27     | 10   | IP            | 2             | 3             | -                    | 0                    | 0                    | 29     | 13     |
| 1939/40            | Juventus           | Serie A            | 29     | 13   | IP            | 4             | 3             | -                    | 0                    | 0                    | 33     | 15     |
| 1940/41            | Juventus           | Serie A            | 28     | 16   | IP            | 2             | 2             | -                    | 0                    | 0                    | 30     | 18     |
| Celkem za Juventus | Celkem za Juventus | Celkem za Juventus | 164    | 86   | -             | 15            | 12            | -                    | 12                   | 5                    | 191    | 102    |
| 1941/42            | Turín              | Serie A            | 27     | 16   | IP            | 1             | 1             | -                    | 0                    | 0                    | 28     | 17     |
| 1942/43            | Turín              | Serie A            | 26     | 14   | IP            | 5             | 4             | -                    | 0                    | 0                    | 31     | 18     |
| 1944               | Turín              | Národní divize     | 26     | 20   | -             | 0             | 0             | -                    | 0                    | 0                    | 26     | 20     |
| 1945/46            | Turín              | Národní divize     | 35     | 22   | -             | 0             | 0             | -                    | 0                    | 0                    | 35     | 22     |
| 1946/47            | Turín              | Serie A            | 35     | 19   | -             | 0             | 0             | -                    | 0                    | 0                    | 35     | 19     |
| 1947/48            | Turín              | Serie A            | 36     | 23   | -             | 0             | 0             | -                    | 0                    | 0                    | 36     | 23     |
| 1948/49            | Turín              | Serie A            | 34     | 8    | -             | 0             | 0             | -                    | 0                    | 0                    | 34     | 8      |
| Celkem za Turín    | Celkem za Turín    | Celkem za Turín    | 219    | 122  | -             | 6             | 5             | -                    | 0                    | 0                    | 225    | 127    |
| Celkově            | Celkově            | Celkově            | 383    | 208  | -             | 21            | 17            | -                    | 12                   | 5                    | 416    | 231    |

## Hráčské úspěchy

### Klubové
- vítěz italské ligy (6x)

Juventus: 1933/34

Turín: 1942/43, 1945/46, 1946/47, 1947/48, 1948/49
- vítěz italského poháru (2x)

Juventus: 1937/38 

Turín: 1942/43

### Individuální
- 1x nejlepší střelec ligy (1945/46)